# Abbas-Ali Soleimani
Pour les articles homonymes, voir Soleimani.
Abbas-Ali Soleimani (en persan : عباسعلی سلیمانی), né le 25 mai 1947 et mort le 26 avril 2023, est un religieux chiite iranien (ayatollah) et membre de l'Assemblée des experts. Il est assassiné à Babolsar dans le nord de l'Iran.

## Biographie
Soleimani est né dans une famille religieuse à Savadkuh, Mazandaran, le 25 mai 1947. Il est allé à Kuttab à l'âge de 5 ans. Dès l'âge de 12 ans, il étudie dans une Hawzah à Qom et plus tard à Behshahr. Il poursuit son éducation religieuse à Mashhad.
Soleimani est nommé représentant de Velayat-e faqih et imam de la prière du vendredi dans la ville de Kashan. Il est ensuite membre de l'Assemblée d'Experts.
Soleimani est tué par balle le 26 avril 2023 dans la province de Mazandaran. Il avait 75 ans.